# سجن الكرادة
سجن الكرادة المركزي، هو أحد السجون العراقية ويقع في وسط العاصمة بغداد.

## حادثة فرار 2011
في 8 مايو 2011 قتل ثمانية عشر شخصا على الأقل بينهم قيادي في تنظيم القاعدة ومسؤول عراقي كبير في مكافحة الإرهاب في معركة استمرت ست ساعات بين سجناء وقوات الأمن في سجن الكرادة المركزي، وقد أمر رئيس الوزراء العراقي نوري المالكي بإجراء تحقيق لكشف ملابسات الحادثة. وتضاربت الروايات بشأن حقيقة ما جرى في السجن الذي يضم نحو 250 سجينا كثير منهم من أعضاء تنظيم القاعدة في العراق.
فالمتحدث باسم قيادة عمليات بغداد اللواء قاسم الموسوي قال إن القوات الأمنية قتلت أحد عشر شخصا من سجناء تنظيم القاعدة البارزين بينهم حذيفة البطاوي المعروف «بوالي بغداد» في التنظيم والمتهم بأنه مدبر هجوم استهدف كنيسة سيدة النجاة في الكرادة وسط بغداد يوم 31 أكتوبر 2010. وأضاف الموسوي أن الاشتباك الذي وقع في سجن لوحدة مكافحة الإرهاب في وزارة الداخلية ببغداد، بدأ عندما انتزع سجين سلاح أحد الحراس وقتل عددا من الحراس والضباط وأعطى سلاحا لسجناء آخرين.